# Promised Land (platenlabel)
Promised Land was een Brits platenlabel dat bestond van 1989 tot 1994. Er verschenen elpees, compact disc, muziekcassettes en enkele videofilms. Het label was opgericht door de Amerikaan Michael Ober en was gevestigd in Londen. Promised Land was een sublabel van Brisk Productions, dat was opgericht door Jim McCarty (van The Yardbirds) en Ober.
Het label richtte zich aanvankelijk op The Yardbirds. Met de nieuwe band The British Invasion All-Stars werd in 1990 het album Regression uitgebracht, een jaar later gevolgd door United. Deze albums waren commercieel gezien onvoldoende succesvol, en Ober keerde in 1994 teleurgesteld terug naar de Verenigde Staten.

## Uitgaven
- Illusion – Enchanted Caress
- British Invasion All Stars – Regression (1990)
- British Invasion All Stars – United (1991)
- Stairway – Moonstone en Aquamarine ; de laatste alleen op cassette
- The Creation’s Legendary Eddie Phillips – Riffmaster in the western world
- Downliners Sect – Manifesto, Rarities
- Video van British Invasion All Stars
- Video van The Creations’ Legendary Eddie Philips
- Video van The Yardbirds 1989
- Video van Stairway, live
- Video drumcursus van Jim McCarthy